# He Jiangxin
Pour les articles homonymes, voir He.
He Jiangxin née le 19 août 1997, est une joueuse de hockey sur gazon chinoise.

## Carrière
Elle a fait partie de l'équipe nationale pour concourir à la Coupe du monde 2018 à Londres.

## Palmarès
- : 3e au Champions Trophy d'Asie en 2018.
- : 3e aux Jeux asiatiques en 2018[2].